# 鏡湖 (浮世絵師)
鏡湖（きょうこ、生没年不詳）とは、明治時代の浮世絵師。

## 来歴
師系・経歴不明。作画期は明治37年（1904年）からその翌年にかけてで、鏡湖と称し日露戦争の錦絵を描いている。

## 作品
- 「軍人亀鑑広瀬海軍中佐旅順口閉塞第二回決死隊奮戦之図」　大判錦絵3枚続　※明治37年
- 「旅順港閉塞隊廣瀬中佐奮戦ス」　大判錦絵3枚続　野田市立図書館所蔵　※明治37年、福田初次郎版（・・）
- 「敵将マカロフ提督ノ最後」　大判錦絵3枚続　※平野屋版